# Unińskie Wzgórze
Unińskie Wzgórze – wzniesienie o wysokości 13,1 m n.p.m. na wyspie Wolin, ok. 0,6 km na zachód od brzegu cieśniny Dziwny, w gminie Wolin, w woj. zachodniopomorskim.
Ok. 0,8 km na północny wschód leży wieś Unin, a ok. 0,5 km na południowy wschód wieś Darzowice.
Ok. 0,4 km na zachód od Unińskiego Wzgórza biegnie dopływ z Ładzina, połączony z siecią rowów.
Nazwę Unińskie Wzgórze wprowadzono urzędowo rozporządzeniem w 1949 roku, zastępując poprzednią niemiecką nazwę Pagels Berg.